# Thomas Anderson (botanico)
Thomas Anderson (Edimburgo, 26 febbraio 1832 – Edimburgo, 26 ottobre 1870) è stato un botanico, medico ed esploratore scozzese.

## Biografia
Anderson fu un chirurgo in India. Dal 1860 al 1868 fu direttore del vasto Orto Botanico di Calcutta fondato dalla Compagnia britannica delle Indie orientali nel 1786 per coltivare varie essenze botaniche potenzialmente utili commercialmente. Fu anche il primo Conservatore delle foreste del Bengala, dove raccolse anche piante. Nel 1861 intraprese un viaggio di raccolta a Giava e nella penisola malese.
Nel 1868 tornò in Scozia e si dedicò a lavorare nella famiglia botanica degli Acanthaceae. Morì nel 1870 a Edimburgo.

## Opere
- Florula adenensis. En: Journ. Linn. Soc. Lond. Bot. 1860
- Catálogo de las plantas cultivadas en el Real Jardín Botánico de Calcuta. 1865a
- En un nuevo género de Moraceae de Sumatra y Singapur. En: Journ. Linn. Soc. Bot. 8, 1865, pp. 167–168

| T.Anderson è l'abbreviazione standard utilizzata per le piante descritte da Thomas Anderson. Consulta l'elenco delle piante assegnate a questo autore dall'IPNI. |